# Opius paraqvisti
Opius paraqvisti är en stekelart som beskrevs av Fischer 2004. Opius paraqvisti ingår i släktet Opius och familjen bracksteklar. Inga underarter finns listade i Catalogue of Life.